# 王志宏 (1965年)
王志宏（1965年4月-），男，汉族，河南长葛人，1983年8月参加工作，1987年12月加入中国共产党，中华人民共和国政治人物。现任许昌市人大常委会主任。

## 生平
曾任共青团长葛市委书记、襄城县副县长、共青团许昌市委书记等职务；1995年9月至1998年7月在北京大学思想政治教育专业在职学习。
2011年5月，任鄢陵县县长；
2013年9月，任禹州市市长；2014年3月，任中共禹州市委书记；
2016年3月，任许昌市副市长；2017年5月，任中共许昌市委常委、市委秘书长；2021年9月，任许昌市常务副市长；
2023年1月，任许昌市人大常委会主任、党组书记。